# Adnan Menderes
 (mars 2018).
Adnan Menderes, né à Aydın en 1899 et mort dans l’île-prison de İmralı le 17 septembre 1961, est un homme d'État turc, Premier ministre de 1950 à 1960. Il a été, en 1946, l'un des fondateurs du Parti démocrate (DP), le quatrième parti d'opposition légal en Turquie. Il a été pendu à la suite du coup d'État militaire de 1960, sur les ordres de la junte au pouvoir.

## Biographie

### Jeunesse et entrée en politique
Adnan Menderes est né en 1899 dans le village de Koçarlı au sein d'une famille de gros propriétaires fonciers, les Katipzade. Il effectue une partie de sa scolarité dans ce village, avant de rejoindre Izmir où il étudie dans une école américaine. Il participe à la guerre d’indépendance avec le grade de sous-lieutenant, et obtient la médaille de l’indépendance pour son service. Après avoir terminé ses études de droit à l'Université d'Ankara, il retourne dans son village natal. En 1928, il exerce la profession de fermier. Propriétaire de la ferme familiale de Çakırbeyli, il épouse Fatma Berin, fille de l'influente famille Evliyazade d'Izmir, le 2 septembre 1928. Sa jeune épouse lui fait promettre de ne jamais s'intéresser à la politique.
Mais il manque à sa parole, et rejoint le Parti républicain du peuple (le CHP), parti d'Atatürk, où il se fait rapidement remarquer pour ses talents de tribun. En 1931, il est élu député d’Aydın et entre au Parlement.
En 1936, il crée la branche d’Aydın de l’éphémère Parti républicain libéral dont la création constitue une sorte d’expérience (avec l’accord d’Atatürk) dans un système de parti unique.
C'est avec enthousiasme qu'il rejoint le seul parti d'opposition toléré, mais il ne tardera pas à vivre une désillusion après les incidents de Smyrne et de Menemen qui conduisent à la dissolution du parti.
Après la mort d'Atatürk, il attaque vigoureusement l'étatisme qu'il juge étouffant sur la vie publique et économique turque. Il critique également l'immobilisme de la classe politique et dénonce l'ignorance totale des dirigeants du pays vis-à-vis des difficultés de la paysannerie.
En 1945, il se fait expulser du CHP alors dirigé par Ismet Inonü, et crée le 7 janvier 1946, avec son camarade Celâl Bayar, le Parti démocrate.

### Accession au pouvoir

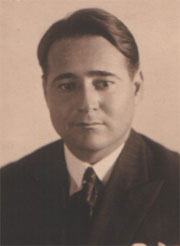
Adnan Menderes en 1930

Après la Seconde Guerre mondiale, le régime de parti unique est abandonné et le multipartisme entre en vigueur. Le Parti démocrate (le DP) est l'un des quatre partis à avoir été créés depuis la libéralisation de la vie politique turque, et compte déjà de nombreux partisans.
En 1950, le parti remporte les élections avec 53 % des voix, l'alternance s'effectue et Ismet Inonü quitte la présidence au profit de Celâl Bayar. Bayar nomme Menderes Premier ministre et le charge de constituer un nouveau gouvernement.
Durant son premier mandat, il construit patiemment le parti, essaie de lui donner une présence locale, et cherche notamment le soutien de la paysannerie turque si souvent oubliée par la classe dirigeante. Il tente de moderniser leurs méthodes de travail en mécanisant l'agriculture, en développant le système coopératif et en décentralisant l'industrie.
L'opposition critique le clientélisme de Menderes qui ne manque pas d’exonérer d'impôt les producteurs agricoles, facilite l'obtention de crédit et fait en sorte que l’État achète le blé à un prix deux fois plus élevé que le cours mondial. Parallèlement, il fournit aux paysans plus de 42 000 tracteurs.
Cette politique portera ses fruits, puisque la paysannerie soutient à une majorité écrasante le parti au pouvoir. Les élections du 2 mai 1954 sont un véritable triomphe pour le DP, qui obtient plus de 430 sièges sur les 520 que compte la Grande Assemblée nationale de Turquie.

### Une politique libérale
En ce début des années 1950, la Turquie est régie par un État omnipotent, et omniprésent. Vieux reste de la politique totalitaire héritée de l’époque kémaliste, l’État régit à la fois la vie économique et la vie sociale du pays.
Menderes mène une politique de rupture avec l’héritage kémaliste, les réformes d’Atatürk, notamment sur le plan économique sont remplacées par leurs contraires.
Il mène une politique libérale, l’État n’intervient plus dans l’économie nationale. La libération des échanges, de l’investissement et des crédits est systématisée.
La Turquie s’ouvre aux capitaux étrangers et privatise une partie des entreprises publiques. On promeut l’importation de marchandises étrangères (radio, télévision, automobile, textile), le niveau de vie global des Turcs augmente, ainsi que la richesse du pays.
Cependant, cette politique a un coût. Son gouvernement se soucie peu de l’équilibre budgétaire, et compte sur l’aide financière américaine pour financer son développement.
Mais la fin des prêts américains conduit Menderes à changer radicalement de politique pour éviter une faillite de l’État.

### Vers l’autoritarisme
Avec une dette publique de 2,5 milliards de livres, et un déficit commercial de 445 millions de livres, la Turquie est au bord de la ruine. Sa monnaie ne vaut pratiquement plus rien, et les réserves turques en devises étrangères sont quasiment épuisées.
Un correspondant du journal britannique The Observer explique que « seul un miracle pourrait sauver le pays d’une faillite internationale et de la paralysie intérieure dans l’année qui vient » .
Menderes mène donc, avec le soutien des États-Unis, une politique d’austérité, visant à rétablir les comptes de l’État.
Il s’éloigne du libéralisme, restaure l’autorité de l’État et met de l’ordre dans les finances. Dans le même temps, il modifie la loi électorale, restreint les droits de la presse (pouvant conduire à l'arrestation des journalistes), épure l’administration publique et interdit les meetings politiques.
Cette politique entraîne une vague de protestation dans le pays. D’abord dans les milieux intellectuels déçus par le retour de l’autoritarisme, mais aussi parmi les membres de sa propre majorité parlementaire.
Dix-neuf députés du Parti démocrate claquent la porte et créent un groupe d’opposition de gauche, le Hürriyet Partisi (HP).
La Turquie en crise, Ismet Inonü, devenu l’opposant numéro 1 de Menderes, dénonce une politique qui enfonce le pays dans l’absolutisme.
Cependant, Menderes ne se laisse pas impressionner par cette tempête politique et exclut les ministres rebelles de son gouvernement. Il peut toujours compter sur l’appui fidèle des paysans, constituant plus de 80 % de la population turque, qui suivent le gouvernement avec un soutien sans faille.
En 1955, le gouvernement organise des projets d'attentats sous fausse bannière : des bombes sont placées devant le consulat turc et au lieu de naissance de Mustafa Kemal Atatürk à Thessalonique afin d'en faire porter la responsabilité aux Grecs, pendant que les journaux galvanisent l'animosité envers la minorité grecque et chrétienne de Turquie. Le 3 septembre, le pogrom d'Istanbul provoque la destruction de plusieurs centaines d'habitations et de 73 des 81 églises orthodoxes de la ville et fait un nombre indéterminé de morts. Plus de 100 000 Grecs quittent la Turquie à la suite de ces événements[réf. nécessaire]. D'autres sources indiquent le chiffre de 135 000 Grecs forcés à l'exode.

### Politique étrangère
La Turquie prit soin de ne pas prendre part à la Seconde Guerre mondiale. Malgré sa déclaration de guerre tardive à l’Allemagne (25 février 1945), elle est considérée par les Alliés comme un pays vaincu.
La même année, l’URSS, comptant faire payer la Turquie pour sa politique neutraliste, lui soumet des propositions jugées inacceptables par Ankara.
Le pays se rapproche donc des États-Unis et de l’Occident qui garantiront son unité territoriale et sa sécurité. Ce rapprochement s’accélère avec l’arrivée de Menderes au pouvoir qui veut s’assurer du soutien inconditionnel de Washington.
Avec l’aide des Américains, l’armée turque est modernisée. D’abord sur le plan technique avec l’achat de chars, d’avions de chasses, de navires de guerre. Ensuite sur le plan humain, avec la formation des officiers turcs par l’armée américaine.
Cette politique porte rapidement ses fruits, puisque la Turquie, devenue puissance régionale, rejoint l’alliance atlantique en 1952.
Tête de pont des États-Unis et de la lutte anticommuniste dans la région, Menderes pousse à la création du pacte de Bagdad en 1955. Très actif dans sa réalisation, il scelle un partenariat avec le Pakistan tout d’abord, puis l’Irak et enfin l’Iran.
Cette ceinture anti-soviétique participe à la politique de containment menée par l’administration américaine, mais rend la Turquie impopulaire auprès des masses des pays arabes qui craignent une politique néo-ottomane du « sultan Menderes » dans la région. 
Concernant le conflit en Algérie, la Turquie de Menderes était en outre le seul pays à majorité musulmane à avoir constamment soutenu diplomatiquement la France contre l'insurrection algérienne à l’ONU.

### Sa chute
Son autoritarisme lui attire les inimitiés de la gauche et de la droite. Plus grave encore, l’armée craint que les idéaux de Mustafa Kemal ne soient en danger.
Le 27 mai 1960, il est destitué par le coup d'État militaire qui installe le général Cemal Gürsel à la tête du gouvernement. Organisé par 37 officiers de l’armée turque, le coup d'État conduit Menderes ainsi que les membres dirigeants du parti en prison.
Les charges qui pèsent sur lui sont lourdes. Il est accusé d’avoir violé la Constitution et d’être à l’origine du pogrom d'Istanbul. Un tribunal militaire est convoqué sur l’île de Yassıada, où lui et les membres de son parti sont jugés. Malgré les suppliques du président de la République, Cemal Gürsel, du président américain Kennedy et de la reine Élisabeth II, Menderes est condamné à mort pour violation de la Constitution.
Il est pendu le 17 septembre 1961 sur l’île d’İmralı ainsi que deux de ses ministres, Fatin Rüştü Zorlu, ministre des Affaires étrangères, et Hasan Polatkan, ministre des Finances. À titre posthume, à l’occasion du 29e anniversaire de sa mort, le 17 septembre 1990, le Parlement turc le gracie, ainsi que les deux ministres condamnés, et fait transférer sa dépouille à Istanbul dans un mausolée portant son nom.